# تندیس‌های عین غزال

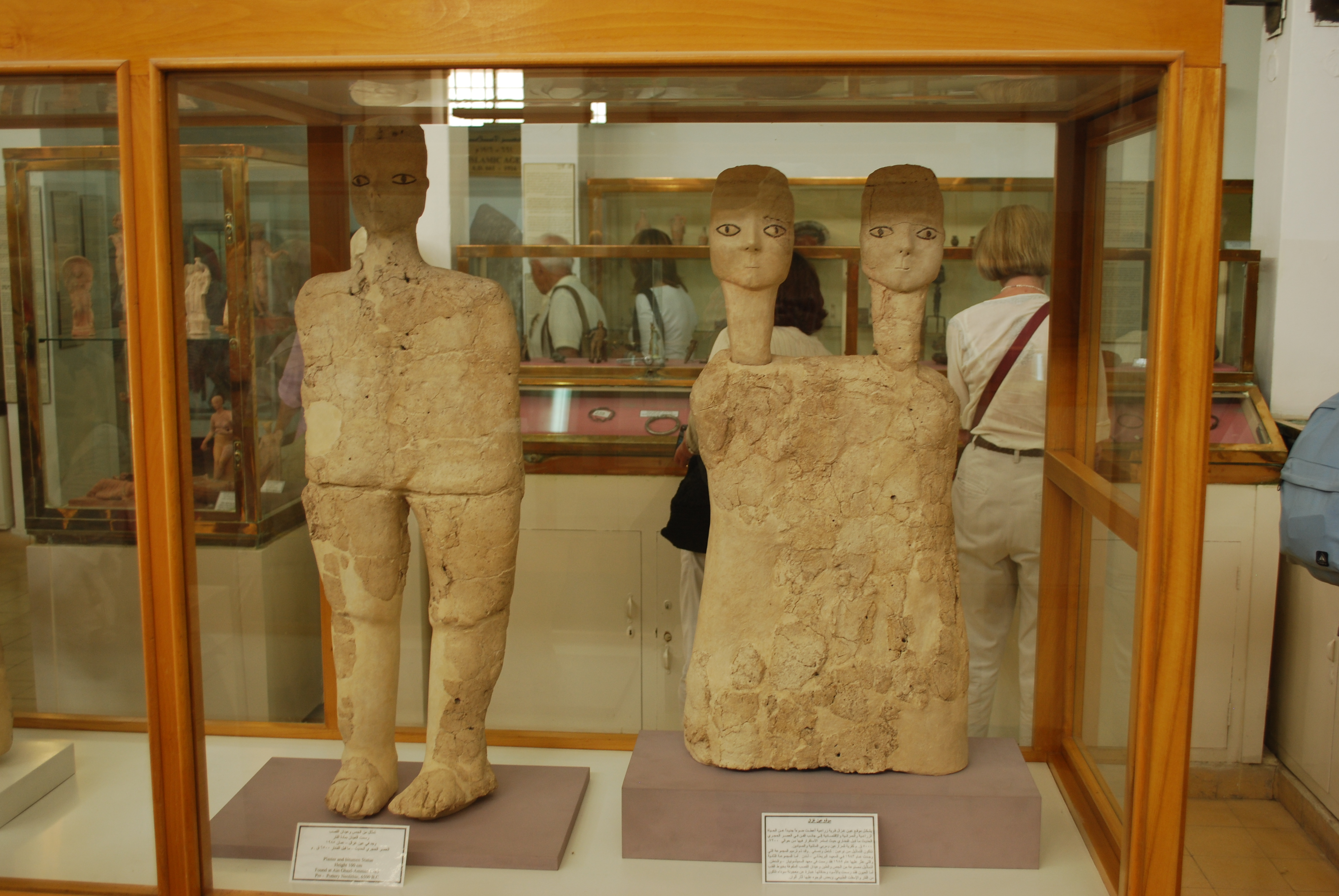

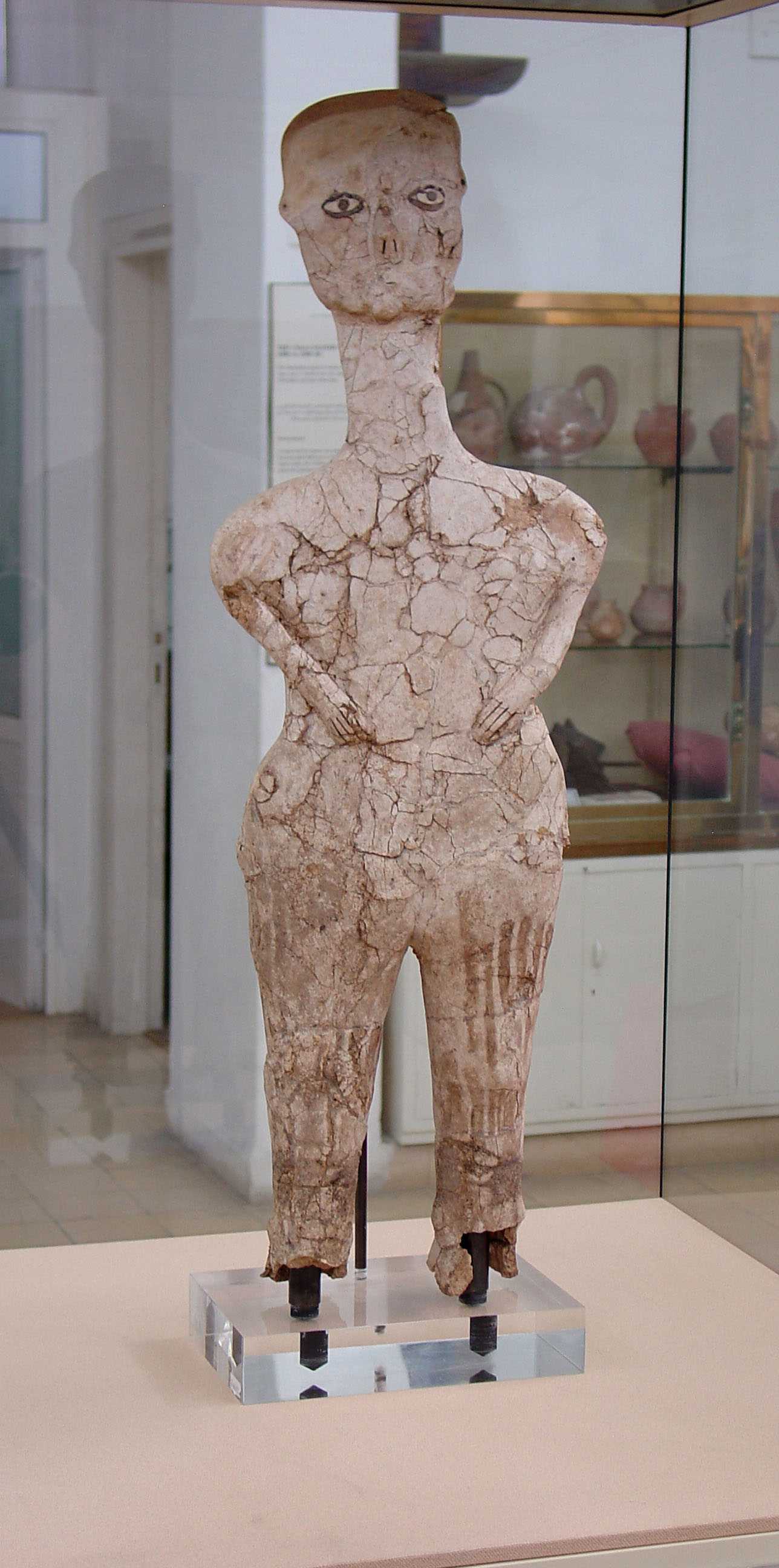

تندیس‌های عین غزال از جنس گچ آهکی و نی و متعلق به دوره نوسنگی پیش از سفال ب هستند و در محوطه باستانی عین غزال در اردن کشف شده‌اند. تعداد آن‌ها ۱۵ تندیس و ۱۵ سردیس است و در سال ۱۹۸۳ و ۱۹۸۵ در دو انبار زیرزمینی که به فاصله ۲۰۰ سال از هم ساخته شده بودند کشف شده‌اند.
قدمت آن‌ها به میانهٔ هزاره هشتم تا میانهٔ هزاره هفتم پیش از میلاد می‌رسد و از اولین نمونه‌های فرهنگ مادی هستند که شکل انسانی را در مقیاسی بزرگ به نمایش می‌کشند. این تندیس‌ها از مهمترین آثار هنری دوران نوسنگی پیش از سفال ب به شمار می‌روند. بلندترین تندیس عین غزال حدود یک متر ارتفاع دارد و گمان بر این است که به صورت مستقل بر روی زمین قرار می‌گرفتند.
این تندیس‌ها در موزه اردن در امان نگهداری می‌شوند.